# Styrkors

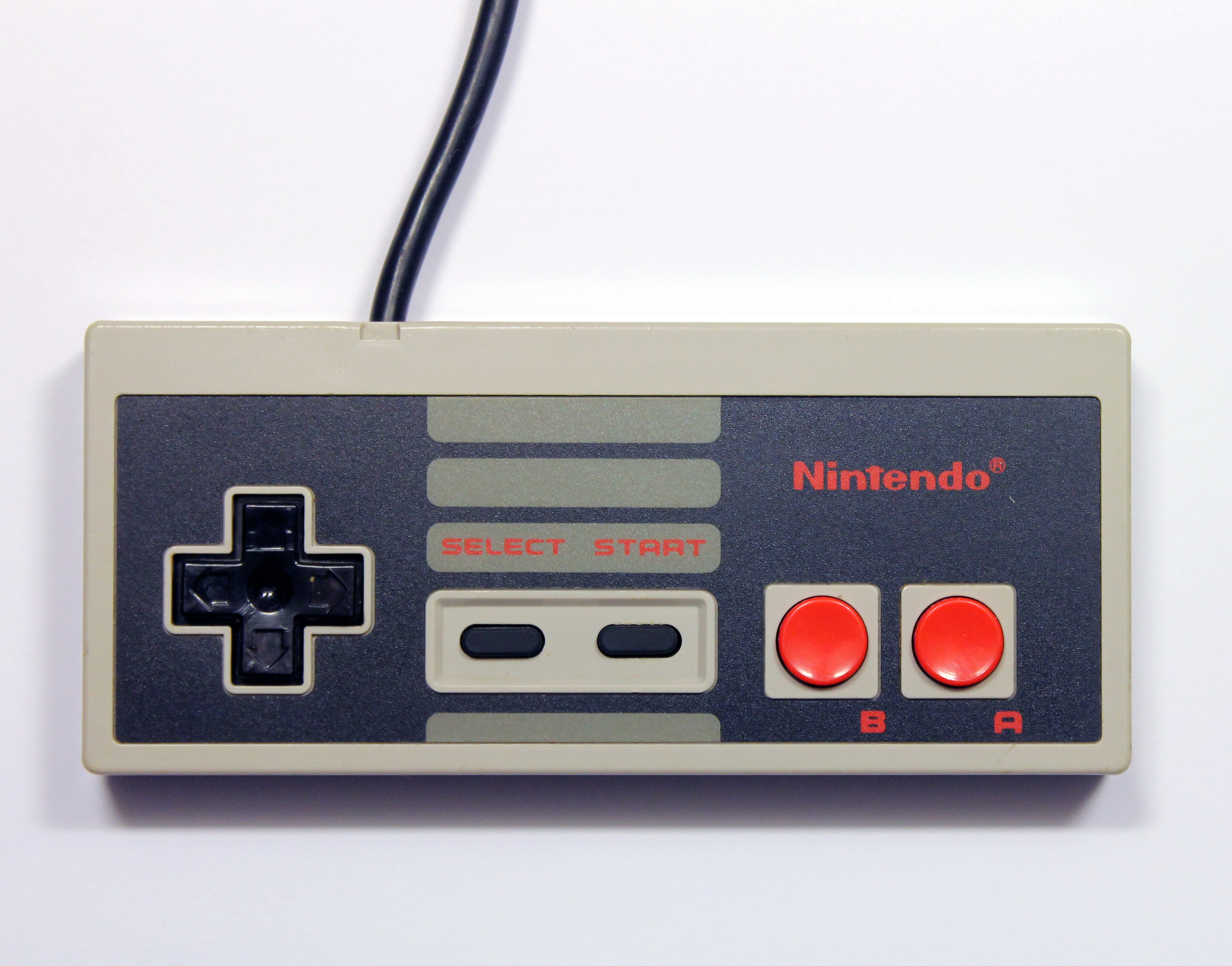
NES-handkontroll med styrkors sett till vänster.

Ett styrkors (engelska: D-pad) är en vanligt förekommande lösning på inmatningsenheter, som till exempel handkontroller till TV-spel. Styrkorset är en kompakt variant av joysticken. Företaget Nintendo tog patent på styrkorset redan då de tillverkade sina första Game & Watch-spel, och det utvecklades av Gunpei Yokoi. Troligtvis är det därför som bland annat Sega och Sony oftast har ett kors med rund bottenplatta alternativt fyra små knappar som bildar ett styrkors.

## Bilder

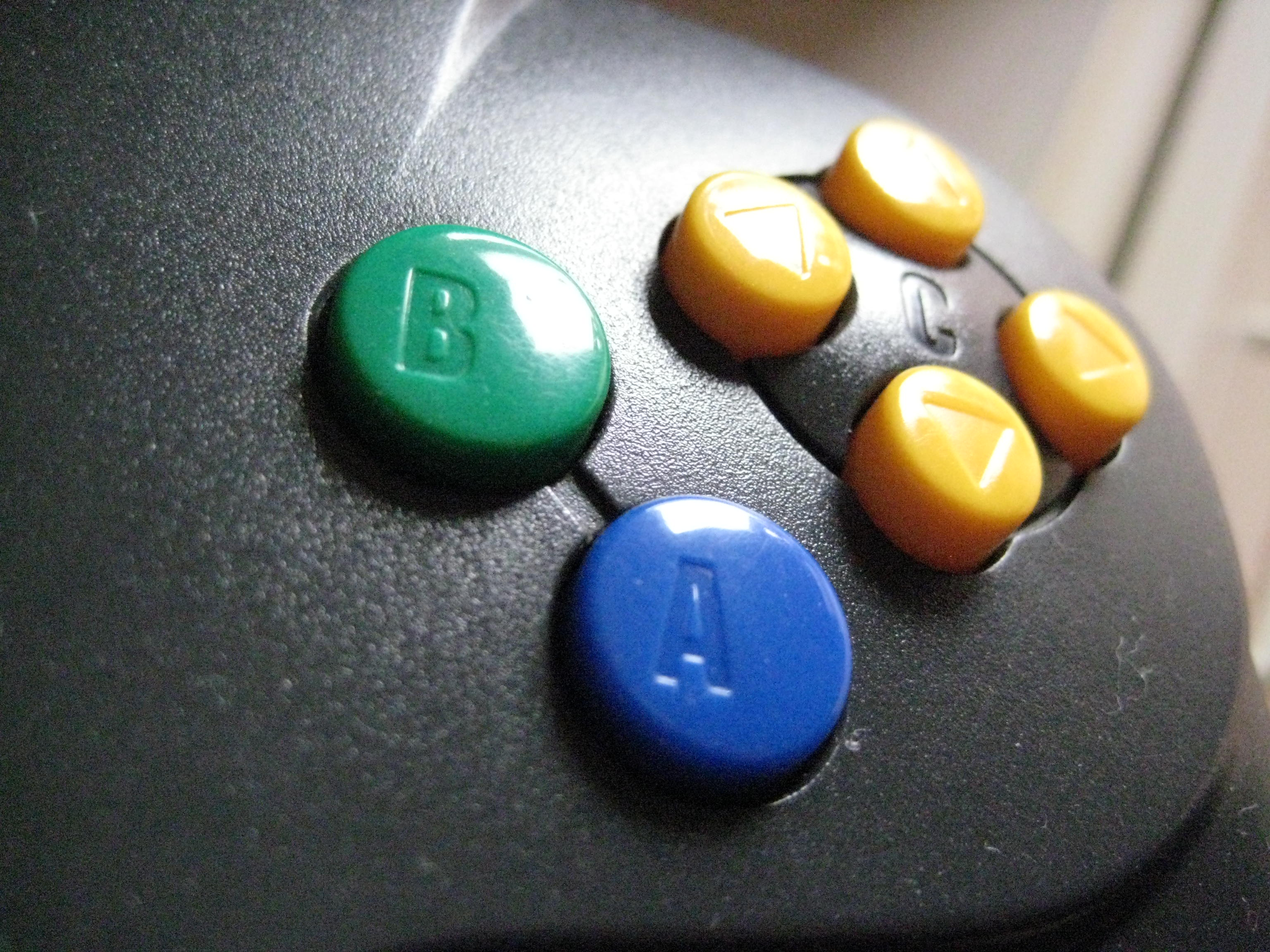
Gult styrkors på Nintendo 64.

### Fotnoter
1. ↑  Peter Ottsjö (14 juli 2015). ”Gjorde spelvärlden till en gladare plats”. Aftonbladet. http://www.aftonbladet.se/nojesbladet/spela/article21117181.ab. Läst 18 mars 2017.